# ミスターマックス
株式会社ミスターマックス（英: MrMax CORPORATION）は、福岡県福岡市に本社を置くディスカウントストア「MrMax」を運営する日本の企業。
持株会社の株式会社ミスターマックス・ホールディングス（定款上の商号: 株式会社MrMaxHD、英: MrMax Holdings Ltd.）が東証プライム・福岡証券取引所に上場している。

## 概要
1925年、ラジオに関する営業活動を開始=創業。家電製品の販売を長らく続け、その後ホームセンターに近い営業形態をとっていた。1978年にディスカウント業態へ進出。1990年代より九州各地にて食品スーパーをはじめとする他の小売業と提携し、コミュニティ型ショッピングセンターを全国展開するようになる。
創業の経緯もあり、家電製品の販売が充実しているのが特徴。家電量販店並みに各メーカーのナショナルブランドの商品を広く扱う一方で、2005年以降、格安のプライベートブランドの液晶テレビを次々と発表している。

## 沿革
- 1925年（大正14年）10月 - NHKの前身によるラジオ放送開始にあわせて創業者平野茂が福岡県田川市にて営業開始。
- 1950年（昭和25年）1月 - 「有限会社平野ラジオ電気商会」設立。
- 1961年（昭和36年）3月 - 「平野電機株式会社」に改組。資本金200万円。
- 1978年（昭和53年）10月 - 本社を福岡市南区西長住に移転し、同所にディスカウント業態の第一号店となる長住店を開店。
- 1980年（昭和55年）8月 - 「株式会社ミスターマックス」に商号変更。
- 1986年（昭和61年）4月 - 福岡証券取引所へ上場。
- 1994年（平成6年）9月 - 大阪証券取引所第一部へ上場。
- 1994年（平成6年）12月 - 東京証券取引所第一部へ上場。
- 2003年（平成15年）7月25日 - 株式取引が少ないことを理由に大阪証券取引所第一部から上場廃止。
- 2017年（平成29年）9月1日 - 事業を株式会社ミスターマックス分割準備会社に吸収分割して持株会社化。「株式会社ミスターマックス・ホールディングス」に商号変更し、株式会社ミスターマックス分割準備会社を「株式会社ミスターマックス」（2代）に商号変更[4]。
- 2018年（平成30年）12月7日 - ミスターマックス全店舗で、キャッシュレス決済のPayPayに対応[5]。

## 店舗展開

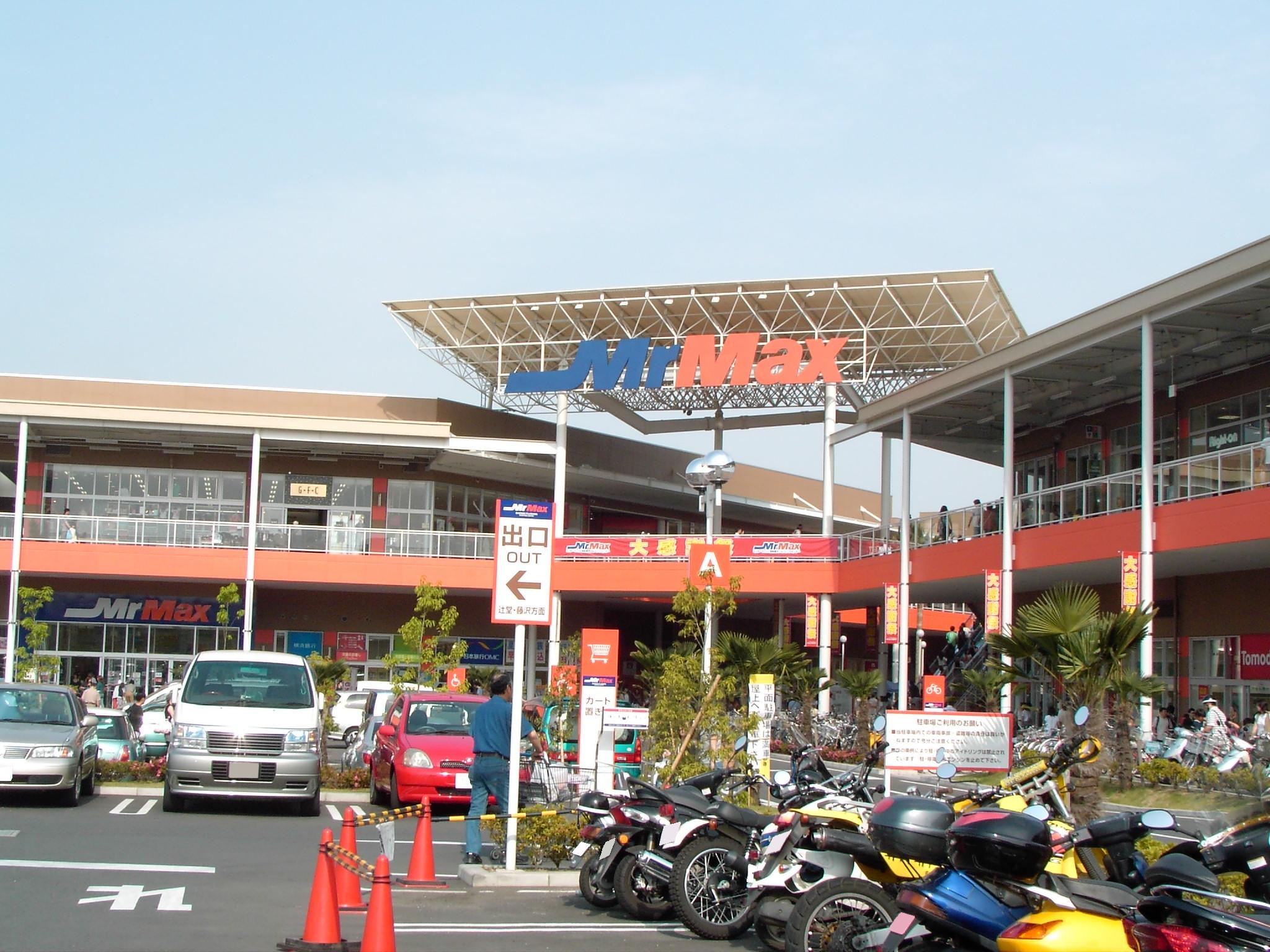
MrMax湘南藤沢ショッピングセンター（神奈川県藤沢市）

本拠のある福岡県に25店舗、特に福岡市を含む福岡地方を中心とした鹿児島県を除く九州地方をはじめ、栃木県を除く関東地方や山陽地方を含めた15都県に57店舗を展開している。
1994年12月に、福岡県北九州市八幡西区にミスターマックス主導のショッピングセンター第1号となる「MrMax本城ショッピングセンター」をオープンさせ、SC業態への展開を始めた。初期はパワーセンター型店舗「ハイパーモールメルクス」として中国地方および九州・山口各地に展開していたが、1996年3月のハイパーモールメルクス倉賀野（群馬県高崎市）の出店を皮切りに関東地方へも進出。2000年代以降は「MrMaxショッピングセンター」として九州、山陽、関東を中心に店舗を展開し、2007年7月に町田市にMrMax町田多摩境ショッピングセンターを出店したことで東京都内にも進出した。
SC業態としては関東地方7店舗（MrMax SC4店舗、メルクス3店舗）、山陽地方4店舗（MrMax SC2店舗、メルクス2店舗）、九州16店舗（MrMax SC10店舗、メルクス6店舗）の計27店舗がSC業態の店舗となっている。